# Első messines-i csata
Az első messines-i csata az első világháború egyik csatája volt amelyet a nyugati fronton, a „Versenyfutás a tengerhez” hadművelet keretében vívott egymással a Német Birodalom és az Egyesült Királyság. A csata 1914. október 12-én kezdődött, és november 2-án ért véget, döntetlen eredménnyel.

## Története

### Előzmények
John French, az első világháborús Brit Expedíciós Haderő parancsnoka tévesen becsülte meg az Armentières falu közelében állomásoztatott német csapatok méretét, ezért október 12-én támadásba indította a 3. brit lovashadtestet.

### A csata
A lovashadtestet követően a brit csapatok Edmund Allenby parancsnoksága alatt megkezdték Armentières felé vonulásukat. Eközben a 3. lovashadtest egységei a Mont des Cats magaslat és Flêtre közelébe értek, ahol kisebb számú német csapatokkal találták szembe magukat. Október 12-e estéjére a 3. lovashadtest elfoglalta Mont des Cats-ot, s másnap ismét támadásba lendültek. A 12-én történt brit támadást követően a németek kiürítették az Armentières faluban felállított védelmet, s visszahúzódtak.